# Russ Carnahan

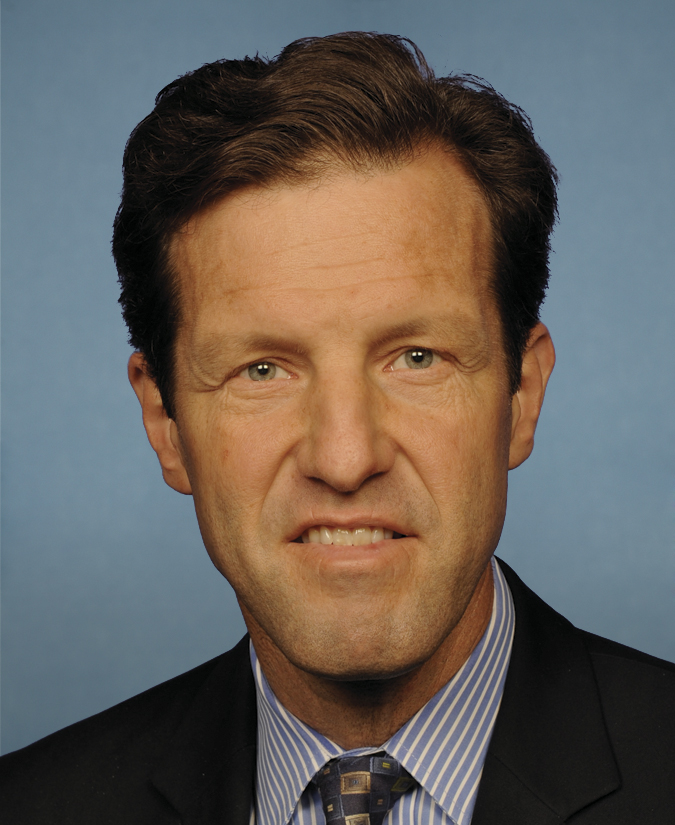
Russ Carnahan

John Russell „Russ“ Carnahan (* 10. Juli 1958 in Columbia, Missouri) ist ein US-amerikanischer Politiker der Demokratischen Partei. Er wurde im November 2004 in das Repräsentantenhaus der Vereinigten Staaten gewählt und vertrat dort von 2005 bis 2013 den Bundesstaat Missouri.
Russ Carnahan ist der Sohn des verstorbenen Mel Carnahan, ehemals Gouverneur von Missouri, und der ehemaligen US-Senatorin Jean Carnahan. Seine Schwester Robin Carnahan hat seit 2004 das Amt des Secretary of State von Missouri inne und kandidierte 2010 erfolglos gegen Roy Blunt für den US-Senat.
1979 erwarb Carnahan an der University of Missouri in Columbia den Bachelor-Abschluss, 1983 erhielt er den Juris Doctor von der Law School dieser Universität. Um ein politisches Amt bewarb er sich erstmals bei der Wahl zum Repräsentantenhaus von 1990, wobei er dem republikanischen Amtsinhaber Bill Emerson mit einem Stimmenanteil von 42,7 Prozent deutlich unterlag. Von 2002 bis 2004 saß er dann als Abgeordneter im Repräsentantenhaus von Missouri, ehe er 2004 erneut für den Kongress kandidierte und diesmal erfolgreich war: Mit 52,9 Prozent der Stimmen besiegte er den Republikaner William J. Federer und trat somit im Januar 2005 die Nachfolge des nicht mehr kandidierenden Dick Gephardt an.
In der Folge wurde Carnahan 2006 und 2008 jeweils mit großer Mehrheit bestätigt. Auch nach den Wahlen von 2010, die den Demokraten bundesweit große Verluste brachten, behielt er seinen Sitz; allerdings erzielte er mit einem Anteil von 48,9 Prozent nicht einmal die absolute Mehrheit gegenüber dem republikanischen Herausforderer Ed Martin (46,7 Prozent). Bei der parteiinternen Vorwahl zur Kongresswahl 2012 unterlag Carnahan seinem Konkurrenten Eric C. Mayer, der dann dem republikanischen Kandidaten Blaine Luetkemeyer unterlag. Carnahans Kongresslaufbahn endete daraufhin am 3. Januar 2013.
Carnahan, der zur New Democrat Coalition zählt, gehörte im Repräsentantenhaus dem Verkehrsausschuss, dem Veteranenausschuss und dem auswärtigen Ausschuss sowie insgesamt sechs Unterausschüssen an.